# Eugen Nechifor
Eugen Nechifor-Moraru (n. 23 decembrie 1929, Pașcani, Iași, România – d. 27 martie 2003, Iași, România) a fost un om politic român, care a deținut funcțiile de primar al orașului Pașcani (februari 1972 - octombrie 1979) și apoi de primar al municipiului Iași (octombrie 1979 - 1989).

## Biografie
Eugen Nechifor s-a născut la data de 23 decembrie 1929 în orașul Pașcani (județul Iași). A absolvit Școala de elevi meseriași C.F.R. din Pașcani (1947), Școala de Ofițeri Naviganți de Aviație din Focșani (1953) și ulterior Facultatea de Economie din cadrul Academiei de Științe Social-Politice „Ștefan Gheorghiu” (1971). A devenit pilot de aviație în anul 1953 și a lucrat în Armată până în 1960, când a fost trecut în rezervă cu gradul de căpitan. A îndeplinit apoi funcțiile de secretar al Consiliului local al sindicatelor Pașcani, președinte al Consiliului local al sindicatelor Hârlău (1962–1964), secretar al Comitetului raional de partid Hârlău (1964–1967), instructor al Comitetului județean de partid Iași (1971 – februarie 1972).
În februarie 1972 a fost numit în funcția de prim-secretar al Comitetului orãșenesc de partid și primar al orașului Pașcani, fiind, în această calitate, membru al biroului
Comitetului județean de partid Iași și deputat în Consiliul popular județean. A deținut funcția de primar al orașului Pașcani până în octombrie 1979, când a fost numit în funcția de prim-secretar al Comitetului Municipal de Partid Iași și președinte al Consiliului Popular al municipiului Iași (denumire sub care era cunoscută în acele vremuri funcția de primar). Numirea sa în această funcție a avut loc ca urmare a decesului prematur al primarului Ioan Manciuc. A fost ales, de asemenea, membru supleant al C.C. al P.C.R. (23 noiembrie 1979 – 22 noiembrie 1984), membru al C.C. al P.C.R. (22 noiembrie 1984 – 24 noiembrie 1989), membru al Colegiului Central de Partid (22 noiembrie 1984 – 22 decembrie 1989) și membru al Comitetului pentru Problemele Consiliilor Populare (din 23 sept. 1980).
Deși în funcția de primar în general nu se stătea mai mult de un cincinal, pentru că se aplica principiul rotației cadrelor, Eugen Nechifor a beneficiat de bunele relații cu prim-secretarii Consiliului Județean de Partid Iași, Ion Iliescu, Petru Enache și Leonard Constantin, care l-au susținut. Eugen Nechifor a părăsit fotoliul de primar al municipiului Iași după aproape zece ani de la preluarea funcției, la 22 noiembrie 1989.
După Revoluția din decembrie 1989, Eugen Nechifor s-a pensionat pe motiv de vârstă. În anul 2000, primarul Constantin Simirad l-a angajat la Primărie pe postul de consilier pe probleme de gospodărire comunală, pentru a urmări derularea lucrărilor de reparații a străzilor și organizarea șantierelor. "Am apelat la serviciile lui pentru că a lucrat 12 ani în Primărie și cunoaște foarte bine problemele orașului. Eu nu pot să fiu peste tot în oraș și să văd dacă angajații Citadin își fac treaba", a explicat primarul Simirad.  
Eugen Nechifor a decedat la data de 27 martie 2003 în urma unui infarct, fiind înmormântat la Cimitirul Eternitatea din Iași.

## Realizări ca primar
Eugen Nechifor a devenit primar al Iașului într-o perioadă foarte grea, după cutremurul din 1977, când multe zone erau demolate. Primarul Nechifor s-a remarcat prin efectuarea de inspecții inopinate pe șantierele din oraș, principala lui realizare fiind asfaltarea în masă a străzilor orașului Iași (95% dintre străzile asfaltate în prezent sunt datorate primarului Nechifor). 
„Era un adevărat gospodar, cunoștea efectiv problemele acestui oraș. S-a preocupat îndeosebi de problema străzilor și a construcțiilor de locuințe. Fiind militar, avea o rigoare cazonă și era ordonat în tot ceea ce făcea. (..) Din păcate, în acea vreme la putere erau secretarii de partid și mai puțin primarul care, deși muncea extraordinar de mult, era mai puțin apreciat pentru efortul său.  ”—Vasile Dumitriu
Sub coordonarea sa au fost ridicate blocurile de locuințe din cartierele Nicolina, Zugravi, Păcurari. Deși nu s-a mai construit în același ritm ca la sfârșitul anilor '70, în cei 10 ani în care Nechifor a condus Iașul s-au terminat de construit cartierele Alexandru cel Bun și Dacia. 
Eugen Nechifor a fost beneficiarul direct al lucrărilor începute de primarul Ioan Manciuc, care datorită funcției ocupate în organismele centrale de partid, reușise să determine aprobarea a numeroase investiții. Nechifor a finalizat pasajele peste calea ferată Alexandru cel Bun (Podul de Piatră), Socola, Nicolina și CUG și s-au construit numeroase șosele și străzi. În perioada administrației sale, a fost proiectată pasarela Tătărași-Centru, care ar fi rezolvat definitiv problema legăturii dintre cartierul Tătărași și restul orașului, dar aceasta a rămas însă în stadiul de proiect.

## Distincții
- Ordinul „Steaua Republicii Socialiste România” clasa a IV-a (16 decembrie 1972) „pentru merite deosebite în opera de construire a socialismului, cu prilejul aniversării a 25 de ani de la proclamarea Republicii”[8]